# 化学酸素ヨウ素レーザー
化学酸素ヨウ素レーザー(Chemical oxygen iodine laser、COIL)は、赤外化学レーザー。ビームが赤外線であるため、肉眼で見ることはできない。連続モードにおいて出力電力をメガワットまで大きくすることができる。出力波長は、ヨウ素原子の遷移波長1315 nmである。
このレーザーには塩素ガス、ヨウ素分子、過酸化水素と水酸化カリウムの混合水溶液が供給される。過酸化水素の溶液は塩素と化学反応を起こし、熱、塩化カリウムと励起状態の酸素である一重項デルタ酸素が生成される。励起酸素の三重項シグマ基底状態への自然遷移は妨げられ、励起酸素は約45分の自然寿命を持つ。これにより、一重項デルタ酸素はエネルギーをガス流に注入されたヨウ素分子に渡すことができる。これは一重項酸素とほぼ共鳴しているため、粒子が衝突している間のエネルギーの移動は速い。次に、励起されたヨウ素は誘導放出を起こし、レーザーの光共振器内において波長1.315 µmで発振する。
このレーザーは比較的低圧で動作するが、ガス流は反応時間である音速に近づける必要があり、超音速流の設計も存在する。高出力固体レーザーと比較すると、低圧かつ高速流によりレーザー媒質からの熱除去が容易である。反応生成物はカリウム塩、水、酸素である。少量の塩素とヨウ素は、ハロゲンスクラバーにより排気ガスから取り除かれる。
COILは1977年、アメリカ空軍により軍事目的で開発された。しかし、このレーザが持つ性質は工業加工においても有用である。ビームは集束可能かつ光ファイバにより伝達可能であり、この波長は石英ガラスではあまり吸収されないが金属ではよく吸収されるため、レーザー切断・穿孔に適している。ファイバ結合COILを用いたステンレス鋼とハステロイの高速切断が実証されている。1996年、TRWは数秒間持続する数百kWのパワーの連続ビームを得ることに成功している。
RADICL(Research Assessment, Device Improvement Chemical Laser)は、1998年ごろにアメリカ空軍により試験された20 kWのCOILレーザーである。
COILは、アメリカのairborne laserおよびadvanced tactical laserプログラムの一部である。2010年2月11日に行われたPoint Mugu海軍航空戦センターからのボーイング747に搭載されたレーザー試験において、カリフォルニア中部の沿岸でミサイルの撃墜に成功している(詳しくはAL-1参照)。
全気相化学ヨウ素レーザー(AGIL)は、全気試薬を用いた同様の構造をしており、より航空宇宙の用途に適合している。
ElectricOIL（EOILとも）は、ガス-電気交互のハイブリッドにおける同じヨウ素レーザーである。